# Le Luart
Le Luart település Franciaországban, Sarthe megyében. Lakosainak száma 1454 fő (2022. január 1.). Le Luart Sceaux-sur-Huisne, Saint-Maixent, Bouër, Lavaré, Dollon és Duneau községekkel határos.

## Népesség
A település népességének változása:
| Lakosok száma | 1450 | 1452 | 1457 | 1439 | 1442 | 1441 | 1441 | 1447 | 1454 |
|               | 2013 | 2015 | 2016 | 2017 | 2018 | 2019 | 2020 | 2021 | 2022 |